# Équipe d'Espagne masculine de kayak-polo
L'équipe d'Espagne de kayak-polo est l'équipe masculine qui représente l'Espagne dans les compétitions majeures de kayak-polo.
Elle est constituée par une sélection des meilleurs joueurs espagnols.
Elle a été médaillée de bronze aux championnats du monde 2014 à Thury-Harcourt. Et sacrée championne d'Europe à Saint-Omer en 2017.

## Palmarès

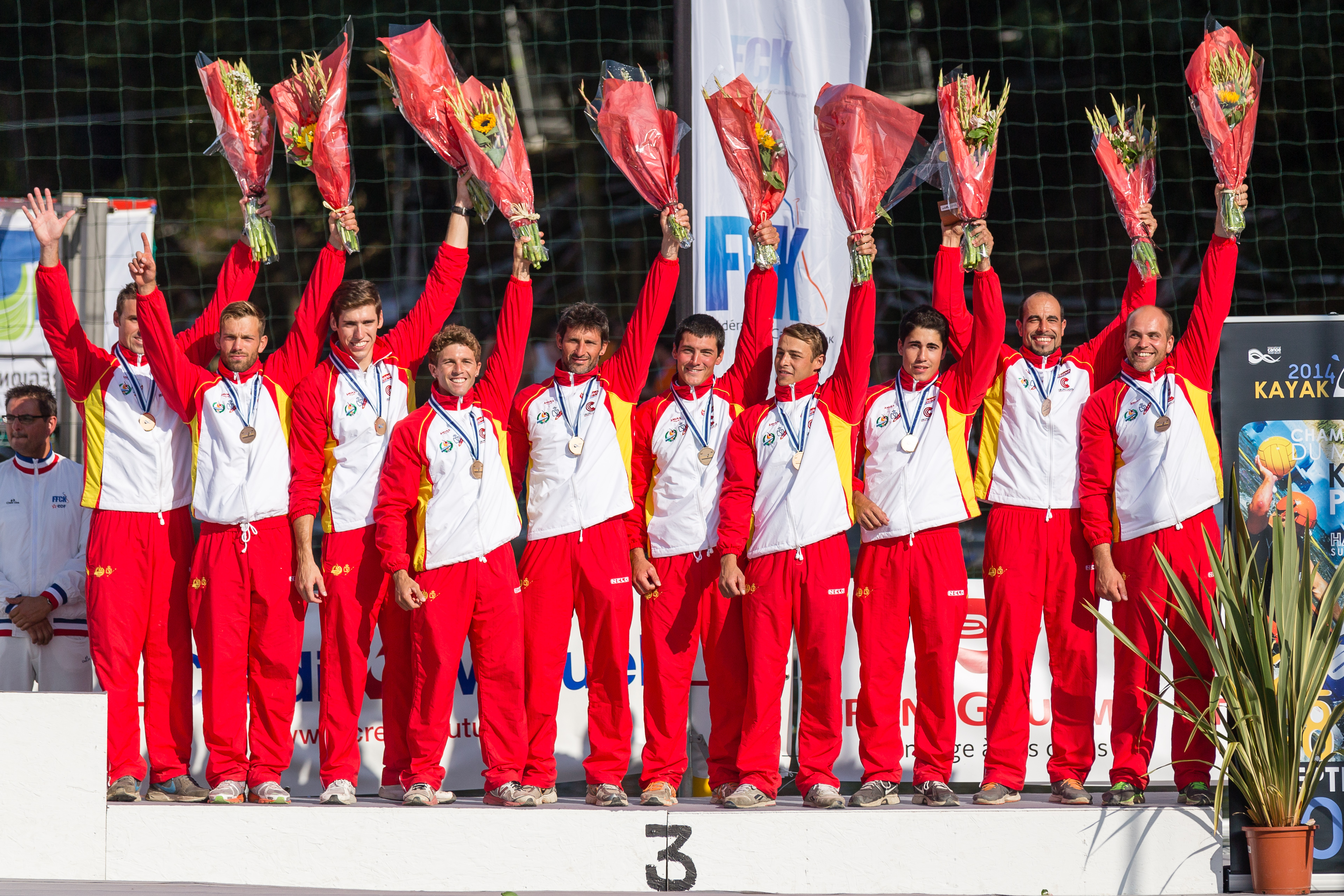
L'équipe d'Espagne médaillée de bronze lors des championnats du monde 2014.

Parcours aux championnats d'Europe
- 1995 : Ne participe pas
- 1997 : 13e
- 1999 : 8e
- 2001 : 6e
- 2003 : 6e
- 2005 : 4e
- 2007 : 6e
- 2009 : 10e
- 2011 : 6e

Parcours aux championnats du Monde
- 1994 : Ne participe pas
- 1996 : Ne participe pas
- 1998 : 7e
- 2000 : 8e
- 2002 : 7e
- 2004 : 7e
- 2006 : 9e
- 2008 : 5e
- 2010 : 6e
- 2012 : 8e
- 2014 : 3e

Parcours aux jeux mondiaux
- 2005 : Non qualifiée
- 2009 : 5e